# Американо-словацкие отношения
Американо-словацкие отношения — двусторонние дипломатические отношения между США и Словакией.

## История
В 1993 году Соединённые Штаты установили дипломатические отношения со Словакией и начали оказывать содействие по восстановлению демократии и рыночной экономики. Между странами сложились сильные дипломатические отношения, они сотрудничают в военной и правоохранительной сферах. Словакия входит в Организацию Североатлантического договора (НАТО), является союзником и партнёром США.

## Дипломатические представительства
- США имеют посольство в Братиславе.[1] Чрезвычайный и полномочный посол США в Словакии — Бриджит Бринк[англ.].
- Словакия имеет посольство в Вашингтоне[2] и генеральное консульство в Нью-Йорке.[3] Чрезвычайный и полномочный посол Словакии в США — Радован Яворчик.

## Торговля
Экспорт из США в Словакию: энергетическое оборудование, медицинское оборудование и расходные материалы, электронное оборудование и компоненты, автомобильные запчасти и компоненты, химические продукты и пластмассы. Импорт США из Словакии: автомобили Volkswagen и Audi, которые производятся в этой стране. Соединённые Штаты и Словакия подписали двусторонний инвестиционный договор. Словакия участвует в программе безвизового въезда, которая позволяет гражданам стран-участниц прибыть в США без получения визы для определённых направлений деятельности или в целях туризма при проживании 90 дней или меньше.